# Stagione di college football 2023
La stagione di college football NCAA Division I FBS 2023 negli Stati Uniti organizzata dalla National Collegiate Athletic Association (NCAA) per la Division I Football Bowl Subdivision (FBS), il livello più elevato del football universitario, è iniziata il 26 agosto e la sua stagione regolare si è conclusa il 9 dicembre 2023. La finale si è disputata l'8 gennaio 2024 e ha visto la vittoria dei Michigan Wolverines sui Washington Huskies conquistando il loro 12º titolo, il primo dell'era CFP.
Questa è stata la decima stagione in cui si è adottato il sistema chiamato College Football Playoff (CFP), che ha sostituito il precedente Bowl Championship Series (BCS). È stata inoltre l'ultima stagione in cui si qualificavano per i playoff le prime quattro squadre. A partire dalla stagione 2024 il numero di qualificate sarà allargato a dodici.

## Cambiamenti regolamentari
L'NCAA Playing Rules Oversight Committee ha approvato i seguenti cambiamenti regolamentari:
- Sulla scorta della NFL (che ha introdotto il divieto a partire dalla stagione 2005), non è più possibile che la stessa squadra chiami due timeout consecutivi tra un'azione e la successiva.
- Una penalty accettata dalla squadra che la subisce e commessa all'ultima azione del 1° o del 3° quarto non dà più origine ad un down senza limiti di tempo prima che il quarto si concluda. La penalty dà origine allo spostamento del pallone nel nuovo punto a partire dall'inizio del 2° e del 4° quarto. La regola eliminata era stata introdotta con la stagione 1983.
- A modifica di una regola introdotta a partire dalla stagione 1968, il cronometro non viene più fermato quando l'attacco ottiene un first down, tranne nel caso in cui si è all'interno dei 2 minuti conclusivi del 2° o del 4° quarto. La regola è simile a quella valevole nei campionati USFL e XFL, mentre nella NFL non viene mai stoppato il cronometro quando la squadra in attacco ottiene il first down. La regola eliminata non viene comunque presa in considerazione per la Division III, le cui partite continueranno a vedere il cronometro fermarsi nelle situazioni precedentemente descritte.
- Nelle partite disputate in stadi dove non è disponibile una cabina per l'instant replay, è comunque possibile per le squadre contestare comunque la chiamata dell'arbitro, il quale avrà a sua disposizione un video a bordo campo per rivedere l'azione. Tale possibilità è stata testata la scorsa stagione nelle partite della MIAA di Division II.
- Sono state introdotte delle linee-guida che le squadre devono rispettare per la fase di riscaldamento tra 2° e 3° quarto: le squadre dovranno aspettare che il terreno di gioco venga dichiarato disponibile per il riscaldamento e i giocatori dovranno rimanere in aree del campo circoscritte.
- Nel momento in cui le squadre sono schierate in campo, non è consentito alcun drone sorvolare il terreno di gioco o le rispettive panchine.
- Se un giocatore viene punito per la terza volta in stagione per targeting (il che comporterebbe una squalifica automatica per una partita), e tale penalty viene revocata dal National Coordinator of Officials dopo appello del giocatore, la squalifica viene considerata sospesa.
- L'area di protezione presa in considerazione per il fallo di roughing/running into the kicker è stata ristretta, non venendo più considerato fallo quando il kicker retrocede oltre le 5 iarde dal punto in cui era allineato al momento dello snap. Prima di tale modifica regolamentare, il kicker veniva protetto da qualsiasi carica avversaria tranne nel caso in cui si fosse spostato dalla tackle box. La regola è stata modificata dopo una controversa chiamata arbitrale nella partita tra Missouri e Kentucky della stagione 2022, quando è stato chiamato il fallo sul placcaggio del kicker quando quest'ultimo stava tentando di calciare un pallone vagante a ben 20 iarde oltre la linea di scrimmage.

Points of Emphasis da tenere in particolare attenzione per gli arbitri, la NCAA ha indicato i seguenti:
- Protezione dei giocatori defenseless/targeting - Continua attenzione nei confronti dei contatti volontari che puntano volontariamente alla testa o al collo dell'avversario che è incapace di difendersi con il proprio corpo.
- Concussions - L'arbitro ha l'obbligo di chiamare un timeout medico nel caso riscontri in un giocatore i segni di un trauma cranico.
- Segnali e azioni pre-snap ingannevoli - Si vuole porre particolare attenzione nel fermare qualsiasi azione o gesto che possa far cadere in errore la squadra avversaria facendogli commettere soprattutto una false start sulla line of scrimmage.
- Simulazione di infortunio - Attenzione massima nei confronti dei finti infortuni che costringerebbero a chiamare un timeout medico, interrompendo in tal modo il ritmo della squadra in attacco.
- Protezione massima del quarterback nel caso in cui non possa in alcun modo difendersi dal contatto inevitabile con l'avversario.

## Eventi degni di nota
- 15 agosto 2023 – Fresno State annuncia che la sua prima partita casalinga della stagione contro Eastern Washington del 9 settembre sarebbe stata la prima partita FBS ad essere trasmessa in televisione esclusivamente in lingua spagnola. La città di Fresno è abitata quasi al 60% da cittadini di origine spagnola, mentre la maggior parte degli studenti di Fresno State sono anch'essi di origine spagnola. La partita è stata quindi trasmessa dal canale tv UniMás nelle aree geografiche di Fresno e Bakersfield. La trasmissione della partita in lingua inglese è avvenuta soltanto via streaming, con telecronaca a cura della redazione sportiva della radio universitaria.[5]
- 29 agosto – Arizona State annuncia di rinunciare volontariamente a qualsiasi bowl di fine stagione. La rinuncia viene giustificata dalle accuse, rivolte alla stessa università, di aver ospitato alcuni recruits delle high school durante la pandemia di COVID-19. La NCAA ha ancora una procedura di infrazione aperta contro Arizona State.[6]
- 4 ottobre – La NCAA annuncia diverse modifiche regolamentari riguardo alle procedure di recruiting e di gestione della Division I:[7]
  - Viene ridotta la finestra temporale in cui gli atleti possono accedere al transfer portal della NCAA. Per i giocatori appartenenti a squadre FBS, la finestra temporale parte dal lunedì successivo alle finali di Conference Championships e rimane aperta per i successivi 30 giorni. Per gli atleti che hanno partecipato a qualsiasi bowl, il termine viene allungato di ulteriori 5 giorni dopo la disputa dell'ultima gara da parte del giocatore stesso.
  - Viene eliminato definitivamente il limite imposto agli initial counters, (limite momentaneamente eliminato durante la pandemia di COVID-19), ovvero dei giocatori che possono ricevere per una volta sola aiuti finanziari di natura prettamente sportiva.
  - Con effetto immediato vengono eliminati i criteri di capacità minima degli stadi per le squadre FBS.
  - La tassa per presentare domanda di passaggio dal circuito FCS alla FBS aumenta da 5000 a 5 milioni di dollari.
  - A partire dall'anno scolastico 2027-2028, ogni college la cui squadra di football appartiene alla FBS hanno l'obbligo di finanziare l'equivalente di 210 borse di studio in tutti gli sport regolamentati dalla NCAA, spendendo per queste almeno 6 milioni di dollari all'anno.
  - Sempre a partire dall'anno scolastico 2027-2028, ogni college FBS deve distribuire il 90% delle numero totale di borse di studio concesse in tutti i 16 sport, tra cui il football. I college che cominceranno la transizione verso il circuito FBS a partire dall'anno scolastico 2024-2025 (o più tardi), hanno l'obbligo di rispettare questi due ultimi paletti imposti dalla NCAA entro la fine del biennio di transizione loro accordato.
- 28 novembre – La Conference USA annuncia che Delaware, attualmente aggregata alla Coastal Athletic Association e alla sua costola riservata alle squadre di football della CAA Football, comincerà la sua transizione dal circuito FCS a quello FBS nel 2024, unendosi definitivamente alla Conference USA nel 2025.[8]
- 1º dicembre – I due college rimasti aggregati alla PAC-12 Conference, Oregon State e Washington State, hanno raggiunto un accordo con la Mountain West Conference per organizzare il proprio rispettivo calendario per almeno la stagione 2024: ogni squadra della MWC giocherà una partita contro Oregon State e Washington State. Queste partite non conteranno ai fini della classifica della MWC e le due squadre rimanenti della PAC-12 non potranno accedere al championship della MWC.[9]

## Riallineamento delleConference
Nella stagione 2023 due college hanno esordito nel circuito FBS: si tratta di Sam Houston (proveniente dalla Western Athletic Conference) e Jacksonville State (proveniente dalla Atlantic Sun Conference), le quali hanno cominciato la loro transizione dalla Division I della FCS nel 2022, per poi unirsi alla Conference USA nel luglio 2023.
Altri due college indipendenti, Liberty e New Mexico State, si sono uniti alla Conference USA nel 2023; entrambe erano già membri a pieno titolo della ASUN e della WAC, rispettivamente.
Nella stagione 2023 ben sei college si sono spostate dalla Conference USA alla American Athletic Conference: Charlotte, Florida Atlantic, North Texas, Rice, UAB e UTSA. Già la AAC aveva visto l'addio di Cincinnati, Houston e UCF, accasatesi nella Big 12 Conference. Infine, BYU (che era un college indipendente del circuito FBS, tuttavia membro della West Coast Conference) si è unito alla Big 12.
| Squadra            | Conference 2022    | Conference 2023 |
| ------------------ | ------------------ | --------------- |
| BYU                | Indipendente (FBS) | Big 12          |
| Charlotte          | CUSA               | American        |
| Cincinnati         | American           | Big 12          |
| Florida Atlantic   | CUSA               | American        |
| Houston            | American           | Big 12          |
| Jacksonville State | ASUN (FCS)         | CUSA            |
| Liberty            | Indipendente (FBS) | CUSA            |
| New Mexico State   | Indipendente (FBS) | CUSA            |
| North Texas        | CUSA               | American        |
| Rice               | CUSA               | American        |
| Sam Houston        | WAC (FCS)          | CUSA            |
| UAB                | CUSA               | American        |
| UCF                | American           | Big 12          |
| UTSA               | CUSA               | American        |

La stagione 2023 è stata l'ultima per ben 13 college FBS nella loro conference attuale; inoltre è stata l'ultima stagione a vedere Army come college indipendente FBS.
| Squadra        | Conference attuale | Conference futura |
| -------------- | ------------------ | ----------------- |
| Arizona        | Pac-12             | Big 12            |
| Arizona State  | Pac-12             | Big 12            |
| Army           | Indipendente (FBS) | American          |
| California     | Pac-12             | ACC               |
| Colorado       | Pac-12             | Big 12            |
| Kennesaw State | Indipendente (FCS) | CUSA              |
| Oklahoma       | Big 12             | SEC               |
| Oregon         | Pac-12             | Big Ten           |
| SMU            | American           | ACC               |
| Stanford       | Pac-12             | ACC               |
| Texas          | Big 12             | SEC               |
| UCLA           | Pac-12             | Big Ten           |
| USC            | Pac-12             | Big Ten           |
| Utah           | Pac-12             | Big 12            |
| Washington     | Pac-12             | Big Ten           |

Tra queste, Kennesaw State ha cominciato la sua transizione in questa stagione verso la Division I FBS, lasciando la ASUN Conference e giocando come college indipendente. A partire dalla stagione 2024 si unirà alla CUSA.

## Stadi
- Arizona State ha annunciato di aver concesso per 15 anni i diritti di nomina del proprio stadio, che prenderà il nome di Mountain America Stadium.[14]
- North Texas ha annunciato di aver concluso un accordo per il cambio di denominazione del proprio impianto con Denton Area Teachers Credit Union, che prenderà il nome di DATCU Stadium.[15]

## Kickoff games
Il ranking fa riferimento all'AP Poll emesso la settimana precedente.

### Week 0
La stagione regolare è cominciata sabato 26 agosto 2023, con 7 partite.
- Aer Lingus College Football Classic (Aviva Stadium, Dublino, Irlanda): n. 13 Notre Dame 42 – Navy 3
- Jacksonville State 17 – UTEP 14
- Louisiana Tech 22 – FIU 17
- San Diego State 20 – Ohio 13
- n. 6 USC 56 – San Jose State 28
- UMass 41 – New Mexico State 30
- Vanderbilt 35 – Hawaii 28

### Week 1
- Aflac Kickoff Game (Mercedes-Benz Stadium, Atlanta - Georgia): Louisville 39 – Georgia Tech 34
- Duke's Mayo Classic (Bank of America Stadium, Charlotte - North Carolina): n. 21 North Carolina 31 – South Carolina 17
- Camping World Kickoff (Camping World Stadium, Orlando - Florida): n. 8 Florida State 45 – n. 5 LSU 24

### Week 2
- Allstate Crossbar Classic (Bryant-Denny Stadium, Tuscaloosa - Alabama): n. 11 Texas 34 – n. 3 Alabama 24

## Partite tra''Top 10''
Fino alla week 9, il ranking riportato è quello dell'AP Poll; a partire dalla week 10 viene segnalato prima il CFP Ranking, poi l'AP Poll. Sono segnalate le squadre che non sono state segnalate come top 10 in uno o nell'altro ranking.

### Stagione regolare
- Week 1
  - Florida State (n. 8) batte LSU (n. 5) 45–24 (Camping World Kickoff, Camping World Stadium, Orlando - Florida)
- Week 4
  - Ohio State (n. 6) batte Notre Dame (n. 9) 17–14 (Notre Dame Stadium, Notre Dame - Indiana)
- Week 7
  - Washington (n. 7) batte Oregon (n. 8) 36–33 (Husky Stadium, Seattle - Washington)
- Week 8
  - Ohio State (n. 3) batte Penn State (n. 7) 20–12 (Ohio Stadium, Columbus - Ohio)
- Week 11
  - Michigan (n. 3/2) batte Penn State (n. 10/9) 24–15 (Beaver Stadium, University Park - Pennsylvania)
  - Georgia (n. 2/1) batte Ole Miss (n. 9/10) 52–17 (Sanford Stadium, Athens - Georgia)
- Week 12
  - Washington (n. 5/5) batte Oregon State (n.11/10) 22–20 (Reser Stadium, Corvallis - Oregon)
- Week 13
  - Michigan (n. 3/3) batte Ohio State (n. 2/2) 30–24 (Michigan Stadium, Ann Arbor - Michigan)

### Conference championship games
- Washington (n. 3/3) batte Oregon (n. 5/5) 34–31 (Pac-12 Football Championship Game – Allegiant Stadium, Paradise - Nevada)
- Alabama (n. 8/8) batte Georgia (n. 1/1) 27–24 (SEC Championship Game – Mercedes-Benz Stadium, Atlanta - Georgia)

### Bowl games
- Cotton Bowl
  - Missouri (n. 9) batte Ohio State (n. 7) 14–3 (AT&T Stadium, Arlington - Texas)
- Orange Bowl
  - Georgia (n. 6) batte Florida State (n. 5) 63–3 (Hard Rock Stadium, Miami - Florida)
- Rose Bowl (semifinali playoff CFB)
  - Michigan (n. 1) batte Alabama (n. 4) 27–20OT (Rose Bowl, Pasadena - California)
- Sugar Bowl (semifinali playoff CFB)
  - Washington (n. 2) batte Texas (n. 3) 37–31 (Caesars Superdome, New Orleans - Louisiana)
- CFB Playoff National Championship Game
  - Michigan (n. 1) batte Washington (n. 2) 34–13 (NRG Stadium, Houston - Texas)

## Vittorie squadre FCS contro squadre FBS
| Data                                                                         | Locali                        | Ospiti                          | Risultato | Stadio                                   | Spettatori |
| ---------------------------------------------------------------------------- | ----------------------------- | ------------------------------- | --------- | ---------------------------------------- | ---------- |
| 9 settembre 2023                                                             | Northern Illinois             | Southern Illinois (n. 24 - FCS) | 14–11     | Huskie Stadium (DeKalb - Illinois)       | 13.114     |
| 9 settembre 2023                                                             | Buffalo                       | Fordham (FCS)                   | 37–40     | UB Stadium (Amherst - New York)          | 15.854     |
| 9 settembre 2023                                                             | Nevada                        | Idaho (n. 7 - FCS)              | 6–33      | Mackay Stadium (Reno - Nevada)           | 19.852     |
| 16 settembre 2023                                                            | Sacramento State (n. 8 - FCS) | Stanford                        | 30–23     | Stanford Stadium (Stanford - California) | 23.848     |
| I ranking indicati fanno riferimento alla settimana precedente alla partita. |                               |                                 |           |                                          |            |

## Upsets
In questa sezione vengono indicate le partite nelle quali una squadra non inserita nel ranking AP Poll ha battuto una squadra con ranking.

### Stagione regolare
- 2 settembre 2023
  - Colorado batte TCU (n. 17) 42–17
- 4 settembre 2023
  - Duke batte Clemson (n. 9) 28–7

- 9 settembre 2023
  - Washington State batte Wisconsin (n. 19) 31–22
  - Miami batte Texas A&M (n. 23) 48–33
- 16 settembre 2023
  - Florida batte Tennessee (n. 11) 29–16
  - Missouri batte Kansas State (n. 15) 30–27
- 30 settembre 2023
  - Kentucky batte Florida (n. 22) 33–14
- 7 ottobre 2023
  - UCLA batte Washington State (n. 13) 25–17
  - Georgia Tech batte Miami (n. 17) 23–20
  - Wyoming batte Fresno State (n. 24) 24–19
- 14 ottobre 2023
  - Pittsburgh batte Louisville (n. 14) 38–21
  - Arizona batte Washington State (n. 19) 44–6
  - Oklahoma State batte Kansas (n. 23) 39–32
  - Missouri batte Kentucky (n. 24) 38–21
- 21 ottobre 2023
  - Virginia batte North Carolina (n. 10) 31–27
  - Minnesota batte Iowa (n. 24) 12–10
- 28 ottobre 2023
  - Kansas batte Oklahoma (n. 6) 38–33
  - Arizona batte Oregon State (n. 11) 27–24
  - Georgia Tech batte North Carolina (n. 17) 46–42
- 4 novembre 2023
  - Oklahoma State batte Oklahoma (n. 10) 27–24
  - Clemson batte Notre Dame (n. 12) 31–23
  - Army batte Air Force (n. 17) 23–3
  - Arizona batte UCLA (n. 20) 27–10
- 11 novembre 2023
  - UCF batte Oklahoma State (n. 15) 45–3
  - Texas Tech batte Kansas (n. 19) 16–13
- 18 novembre 2023
  - Appalachian State batte James Madison (n. 18) 26–23OT
  - Clemson batte North Carolina (n. 22) 31–20
- 25 novembre 2023
  - Kentucky batte Louisville (n. 9) 38–31
  - Iowa State batte Kansas State (n. 19) 42–35

### Bowl games
Il ranking indicato fa riferimento al CFP ranking pubblicato il 3 dicembre 2023.
- 27 dicembre 2023
  - USC batte Louisville (n. 15) 42–28 (Holiday Bowl)
- 28 dicembre 2023
  - Boston College batte SMU (n. 24) 23–14 (Fenway Bowl)

## Classifiche diConference

### American Athletic Conference
| Pos.                             | Squadra          | Conf. (V–S) | Overall (V–S) |
| -------------------------------- | ---------------- | ----------- | ------------- |
| 1.                               | SMU (n. 22) yS   | 8–0         | 11–3          |
| 2.                               | Tulane y         | 8–0         | 11–3          |
| 3.                               | UTSA             | 7–1         | 9–4           |
| 4.                               | Memphis          | 6–2         | 10–3          |
| 5.                               | South Florida    | 4–4         | 7–6           |
| 6.                               | Rice             | 4–4         | 6–7           |
| 7.                               | Navy             | 4–4         | 5–7           |
| 8.                               | North Texas      | 3–5         | 5–7           |
| 9.                               | UAB              | 3–5         | 4–8           |
| 10.                              | Florida Atlantic | 3–5         | 4–8           |
| 11.                              | Charlotte        | 2–6         | 3–9           |
| 12.                              | Tulsa            | 2–6         | 4–8           |
| 13.                              | Temple           | 1–7         | 3–9           |
| 14.                              | East Carolina    | 1–7         | 2–10          |
| Championship: SMU 26 – Tulane 14 |                  |             |               |

Legenda
$ – Squadra campione della conference.
y – Squadra qualificata per il Championship Game

### Atlantic Coast Conference
| Pos.                                          | Squadra                 | Conf. (V–S) | Overall (V–S) |
| --------------------------------------------- | ----------------------- | ----------- | ------------- |
| 1.                                            | Florida State (n. 6) y$ | 8–0         | 13–1          |
| 2.                                            | Louisville (n. 19) y    | 7–1         | 10–4          |
| 3.                                            | NC State (n. 21)        | 6–2         | 9–4           |
| 4.                                            | Georgia Tech            | 5–3         | 7–6           |
| 5.                                            | Virginia Tech           | 5–3         | 7–6           |
| 6.                                            | North Carolina          | 4–4         | 8–5           |
| 7.                                            | Clemson (n. 20)         | 4–4         | 9–4           |
| 8.                                            | Duke                    | 4–4         | 8–5           |
| 9.                                            | Miami (FL)              | 3–5         | 7–6           |
| 10.                                           | Boston College          | 3–5         | 7–6           |
| 11.                                           | Syracuse                | 2–6         | 6–7           |
| 12.                                           | Virginia                | 2–6         | 3–9           |
| 13.                                           | Pittsburgh              | 2–6         | 3–9           |
| 14.                                           | Wake Forest             | 1–7         | 4–8           |
| Championship: Florida State 16 – Louisville 6 |                         |             |               |

Legenda
$ – Squadra campione della conference.
y – Squadra qualificata per il Championship Game

### Big Ten Conference
| Pos.                               | Squadra               | Conf. (V–S)   | Overall (V–S) |
| East Division                      | East Division         | East Division | East Division |
| ---------------------------------- | --------------------- | ------------- | ------------- |
| 1.                                 | Michigan (n. 1) xy$#^ | 9–0           | 15–0          |
| 2.                                 | Ohio State (n. 10)    | 8–1           | 11–2          |
| 3.                                 | Penn State (n. 13)    | 7–2           | 10–3          |
| 4.                                 | Maryland              | 4–5           | 8–5           |
| 5.                                 | Rutgers               | 3–6           | 7–6           |
| 6.                                 | Michigan State        | 2–7           | 4–8           |
| 7.                                 | Indiana               | 1–8           | 3–9           |
| West Division                      |                       |               |               |
| 1.                                 | Iowa xy               | 7–2           | 10–4          |
| 2.                                 | Northwestern          | 5–4           | 8–5           |
| 3.                                 | Wisconsin             | 5–4           | 7–6           |
| 4.                                 | Illinois              | 3–6           | 5–7           |
| 5.                                 | Minnesota             | 3–6           | 6–7           |
| 6.                                 | Nebraska              | 3–6           | 5–7           |
| 7.                                 | Purdue                | 3–6           | 4–8           |
| Championship: Michigan 26 – Iowa 0 |                       |               |               |

Legenda
# – Squadra campione del College Football Playoff.
^ – Squadra qualificata al College Football Playoff.
$ – Squadra campione della conference.
x – Squadra campione della division.
y – Squadra qualificata per il Championship Game.

### Big 12 Conference
| Pos.                                       | Squadra                  | Conf. (V–S)   | Overall (V–S) |
| East Division                              | East Division            | East Division | East Division |
| ------------------------------------------ | ------------------------ | ------------- | ------------- |
| 1.                                         | Texas (n. 3) y$^         | 8–1           | 12–2          |
| 2.                                         | Oklahoma State (n. 16) y | 7–2           | 10–4          |
| 3.                                         | Oklahoma (n. 15)         | 7–2           | 10–3          |
| 4.                                         | Iowa State               | 6–3           | 7–6           |
| 5.                                         | Kansas State (n. 18)     | 6–3           | 9–4           |
| 6.                                         | West Virginia            | 6–3           | 9–4           |
| 7.                                         | Texas Tech               | 5–4           | 7–6           |
| 8.                                         | Kansas (n. 23)           | 5–4           | 9–4           |
| 9.                                         | UCF                      | 3–6           | 6–7           |
| 10.                                        | TCU                      | 3–6           | 5–7           |
| 11.                                        | Houston                  | 2–7           | 5–7           |
| 12.                                        | BYU                      | 2–7           | 3–9           |
| 13.                                        | Baylor                   | 2–7           | 3–9           |
| 14.                                        | Cincinnati               | 1–8           | 3–9           |
| Championship: Texas 49 – Oklahoma State 21 |                          |               |               |

Legenda
^ – Squadra qualificata al College Football Playoff.
$ – Squadra campione della conference.
y – Squadra qualificata per il Championship Game.

### Conference USA
| Pos.                                           | Squadra              | Conf. (V–S)   | Overall (V–S) |
| East Division                                  | East Division        | East Division | East Division |
| ---------------------------------------------- | -------------------- | ------------- | ------------- |
| 1.                                             | Liberty (n. 25) y$   | 8–0           | 13–1          |
| 2.                                             | New Mexico State y   | 7–1           | 10–5          |
| 3.                                             | Jacksonville State * | 6–2           | 9–4           |
| 4.                                             | Western Kentucky     | 5–3           | 8–5           |
| 5.                                             | Middle Tennessee     | 3–5           | 4–8           |
| 6.                                             | UTEP                 | 2–6           | 3–9           |
| 7.                                             | Sam Houston *        | 2–6           | 3–9           |
| 8.                                             | Louisiana Tech       | 2–6           | 3–9           |
| 9.                                             | FIU                  | 1–7           | 4–8           |
| Championship: Liberty 49 – New Mexico State 35 |                      |               |               |

Legenda
$ – Squadra campione della conference.
y – Squadra qualificata per il Championship Game.
* – Squadra non qualificabile per la postseason a causa delle regole di transizione dal circuito FCS al circuito FBS.

### Mid-American Conference
| Pos.                                    | Squadra           | Conf. (V–S)   | Overall (V–S) |
| East Division                           | East Division     | East Division | East Division |
| --------------------------------------- | ----------------- | ------------- | ------------- |
| 1.                                      | Miami (OH) xy$    | 7–1           | 11–3          |
| 2.                                      | Ohio              | 6–2           | 10–3          |
| 3.                                      | Bowling Green     | 5–3           | 7–6           |
| 4.                                      | Buffalo           | 3–5           | 3–9           |
| 5.                                      | Akron             | 1–7           | 2–10          |
| 6.                                      | Kent State        | 0–8           | 1–11          |
| West Division                           |                   |               |               |
| 1.                                      | Toledo xy         | 8–0           | 11–3          |
| 2.                                      | Northern Illinois | 5–3           | 7–6           |
| 3.                                      | Eastern Michigan  | 4–4           | 6–7           |
| 4.                                      | Central Michigan  | 3–5           | 5–7           |
| 5.                                      | Ball State        | 3–5           | 4–8           |
| 6.                                      | Western Michigan  | 3–5           | 4–8           |
| Championship: Miami (OH) 23 – Toledo 14 |                   |               |               |

Legenda
$ – Squadra campione della conference.
x – Squadra campione della division.
y – Squadra qualificata per il Championship Game.

### Mountain West Conference
| Pos.                                   | Squadra         | Conf. (V–S)   | Overall (V–S) |
| East Division                          | East Division   | East Division | East Division |
| -------------------------------------- | --------------- | ------------- | ------------- |
| 1.                                     | UNLV y          | 6–2           | 9–5           |
| 2.                                     | Boise State y$  | 6–2           | 8–6           |
| 3.                                     | San Jose State  | 6–2           | 7–6           |
| 4.                                     | Air Force       | 5–3           | 9–4           |
| 5.                                     | Wyoming         | 5–3           | 9–4           |
| 6.                                     | Fresno State    | 4–4           | 6–7           |
| 7.                                     | Utah State      | 4–4           | 6–7           |
| 8.                                     | Hawaii          | 3–5           | 5–8           |
| 9.                                     | Colorado State  | 3–5           | 5–7           |
| 10.                                    | Nevada          | 2–6           | 2–10          |
| 11.                                    | New Mexico      | 2–6           | 4–8           |
| 12.                                    | San Diego State | 2–6           | 4–8           |
| Championship: Boise State 44 – UNLV 20 |                 |               |               |

Legenda
^ – Squadra qualificata al College Football Playoff.
$ – Squadra campione della conference.
y – Squadra qualificata per il Championship Game.

### Pac-12 Conference
| Pos.                                    | Squadra               | Conf. (V–S)   | Overall (V–S) |
| East Division                           | East Division         | East Division | East Division |
| --------------------------------------- | --------------------- | ------------- | ------------- |
| 1.                                      | Washington (n. 2) y$^ | 9–0           | 14–1          |
| 2.                                      | Oregon (n. 6) y       | 8–1           | 12–2          |
| 3.                                      | Arizona (n. 11)       | 7–2           | 10–3          |
| 4.                                      | Oregon State          | 5–4           | 8–5           |
| 5.                                      | Utah                  | 5–4           | 8–5           |
| 6.                                      | USC                   | 5–4           | 8–5           |
| 7.                                      | California            | 4–5           | 6–7           |
| 8.                                      | UCLA                  | 4–5           | 8–5           |
| 9.                                      | Washington State      | 2–7           | 5–7           |
| 10.                                     | Stanford              | 2–7           | 3–9           |
| 11.                                     | Arizona State *       | 2–7           | 3–9           |
| 12.                                     | Colorado              | 1–8           | 4–8           |
| Championship: Washington 34 – Oregon 31 |                       |               |               |

Legenda
$ – Squadra campione della conference.
y – Squadra qualificata per il Championship Game.
* – Squadra non qualificabile per la postseason a causa dell'imposizione autoimposta dalla stessa squadra per la violazione delle regole sul recruiting avvenute nella stagione 2020.

### Southeastern Conference
| Pos.                                  | Squadra             | Conf. (V–S)   | Overall (V–S) |
| East Division                         | East Division       | East Division | East Division |
| ------------------------------------- | ------------------- | ------------- | ------------- |
| 1.                                    | Georgia (n. 4) xy   | 8–0           | 13–1          |
| 2.                                    | Missouri (n. 8)     | 6–2           | 11–2          |
| 3.                                    | Tennessee (n. 17)   | 4–4           | 9–4           |
| 4.                                    | Kentucky            | 3–5           | 7–6           |
| 5.                                    | Florida             | 3–5           | 5–7           |
| 6.                                    | South Carolina      | 3–5           | 5–7           |
| 7.                                    | Vanderbilt          | 0–8           | 2–10          |
| West Division                         |                     |               |               |
| 1.                                    | Alabama (n. 5) xy$^ | 8–0           | 12–2          |
| 2.                                    | Ole Miss (n. 9)     | 6–2           | 11–2          |
| 3.                                    | LSU (n. 12)         | 6–2           | 10–3          |
| 4.                                    | Texas A&M           | 4–4           | 7–6           |
| 5.                                    | Auburn              | 3–5           | 6–7           |
| 6.                                    | Mississippi State   | 1–7           | 5–7           |
| 7.                                    | Arkansas            | 1–7           | 4–8           |
| Championship: Alabama 27 – Georgia 24 |                     |               |               |

Legenda
^ – Squadra qualificata al College Football Playoff.
$ – Squadra campione della conference.
x – Squadra campione della division.
y – Squadra qualificata per il Championship Game.

### Sun Belt Conference
| Pos.                                         | Squadra             | Conf. (V–S)   | Overall (V–S) |
| East Division                                | East Division       | East Division | East Division |
| -------------------------------------------- | ------------------- | ------------- | ------------- |
| 1.                                           | James Madison *x    | 7–1           | 11–2          |
| 2.                                           | Appalachian State y | 6–2           | 9–5           |
| 3.                                           | Coastal Carolina    | 5–3           | 8–5           |
| 4.                                           | Old Dominion        | 5–3           | 6–7           |
| 5.                                           | Georgia State       | 3–5           | 7–6           |
| 6.                                           | Marshall            | 3–5           | 6–7           |
| 7.                                           | Georgia Southern    | 3–5           | 6–7           |
| West Division                                |                     |               |               |
| 1.                                           | Troy xy$            | 7–1           | 11–3          |
| 2.                                           | Texas State         | 4–4           | 8–5           |
| 3.                                           | Arkansas State      | 4–4           | 6–7           |
| 4.                                           | South Alabama       | 4–4           | 7–6           |
| 5.                                           | Louisiana           | 3–5           | 6–7           |
| 6.                                           | Southern Miss       | 2–6           | 3–9           |
| 7.                                           | Louisiana-Monroe    | 0–8           | 2–10          |
| Championship: Troy 49 – Appalachian State 23 |                     |               |               |

Legenda
^ – Squadra qualificata al College Football Playoff.
$ – Squadra campione della conference.
x – Squadra campione della division.
y – Squadra qualificata per il Championship Game.

### Division I FBSIndependents
| Pos.          | Squadra            | Conf. (V–S)   | Overall (V–S) |
| East Division | East Division      | East Division | East Division |
| ------------- | ------------------ | ------------- | ------------- |
| 1.            | Notre Dame (n. 14) | —             | 10–3          |
| 2.            | Army               | —             | 6–6           |
| 3.            | UConn              | —             | 3–9           |
| 4.            | UMass              | —             | 3–9           |

## Ranking
Di seguito i ranking della AP e del USA Today Coaches.

### Pre-season polls
| AP      | AP             |         | USA Today Coaches | USA Today Coaches |
| Ranking | Squadra        | Ranking | Squadra           |                   |
| ------- | -------------- | ------- | ----------------- | ----------------- |
| 1       | Georgia        | 1       | Georgia           |                   |
| 2       | Michigan       | 2       | Michigan          |                   |
| 3       | Ohio State     | 3       | Alabama           |                   |
| 4       | Alabama        | 4       | Ohio State        |                   |
| 5       | LSU            | 5       | LSU               |                   |
| 6       | USC            | 6       | USC               |                   |
| 7       | Penn State     | 7       | Penn State        |                   |
| 8       | Florida State  | 8       | Florida State     |                   |
| 9       | Clemson        | 9       | Clemson           |                   |
| 10      | Washington     | 10      | Tennessee         |                   |
| 11      | Texas          | 11      | Washington        |                   |
| 12      | Tennessee      | 12      | Texas             |                   |
| 13      | Notre Dame     | 13      | Notre Dame        |                   |
| 14      | Utah           | 14      | Utah              |                   |
| 15      | Oregon         | 15      | Oregon            |                   |
| 16      | Kansas State   | 16      | TCU               |                   |
| 17      | TCU            | 17      | Kansas State      |                   |
| 18      | Oregon State   | 18      | Oregon State      |                   |
| 19      | Wisconsin      | 19      | Oklahoma          |                   |
| 20      | Oklahoma       | 20      | North Carolina    |                   |
| 21      | North Carolina | 21      | Wisconsin         |                   |
| 22      | Ole Miss       | 22      | Ole Miss          |                   |
| 23      | Texas A&M      | 23      | Tulane            |                   |
| 24      | Tulane         | 24      | Texas Tech        |                   |
| 25      | Iowa           | 25      | Texas A&M         |                   |

### Final rankingdopo i CFB Playoff
Il 3 dicembre 2023 il Selection Committee del College Football Playoff ha reso pubblico il suo final ranking della stagione. La stagione 2023 è stata l'ultima stagione con un playoff a 4 squadre. È stata anche la prima volta in cui una squadra campione di una delle 5 Power Five conference (ovvero Florida State) è stata lasciata fuori dalle semifinali dei playoff.
| Class. | Squadra        | V-S  | Conference e classifica          | Bowl game                           |
| ------ | -------------- | ---- | -------------------------------- | ----------------------------------- |
| 1      | Michigan       | 13-0 | Big Ten – campioni               | Rose Bowl (semifinale CFB Playoff)  |
| 2      | Washington     | 13-0 | Pac-12 – campioni                | Sugar Bowl (semifinale CFB Playoff) |
| 3      | Texas          | 12-1 | Big 12 – campioni                | Sugar Bowl (semifinale CFB Playoff) |
| 4      | Alabama        | 12-1 | SEC – campioni                   | Rose Bowl (semifinale CFB Playoff)  |
| 5      | Florida State  | 13-0 | ACC – campioni                   | Orange Bowl                         |
| 6      | Georgia        | 12-1 | SEC – campioni East Division     | Orange Bowl                         |
| 7      | Ohio State     | 11-1 | Big Ten – campioni East Division | Cotton Bowl                         |
| 8      | Oregon         | 11-2 | Pac-12 – 2°                      | Fiesta Bowl                         |
| 9      | Missouri       | 10-2 | SEC – 2ª East Division           | Cotton Bowl                         |
| 10     | Penn State     | 10-2 | Big Ten – 3ª East Division       | Peach Bowl                          |
| 11     | Ole Miss       | 10-2 | SEC – 2ª West Division           | Peach Bowl                          |
| 12     | Oklahoma       | 10-2 | Big 12 – 2°                      | Alamo Bowl                          |
| 13     | LSU            | 9-3  | SEC – 2ª West Division           | ReliaQuest Bowl                     |
| 14     | Arizona        | 9-3  | Pac-12 – 3°                      | Alamo Bowl                          |
| 15     | Louisville     | 10-3 | ACC – 2°                         | Holiday Bowl                        |
| 16     | Notre Dame     | 9-3  | Independent                      | Sun Bowl                            |
| 17     | Iowa           | 10-3 | Big Ten – campioni West Division | Citrus Bowl                         |
| 18     | NC State       | 9-3  | ACC – 3°                         | Pop-Tarts Bowl                      |
| 19     | Oregon State   | 8-4  | Pac-12 – 4°                      | Sun Bowl                            |
| 20     | Oklahoma State | 9-4  | Big 12 – 2°                      | Texas Bowl                          |
| 21     | Tennessee      | 8-4  | SEC – 3ª East Division           | Citrus Bowl                         |
| 22     | Clemson        | 8-4  | ACC – 6°                         | Gator Bowl                          |
| 23     | Liberty        | 13-0 | CUSA – campioni                  | Fiesta Bowl                         |
| 24     | SMU            | 11-2 | ACC – campioni                   | Fenway Bowl                         |
| 25     | Kansas State   | 8-4  | Big 12 – 4°                      | Pop-Tarts Bowl                      |

### Pollsfine stagione
| AP      | AP             |         | USA Today Coaches | USA Today Coaches |
| Ranking | Squadra        | Ranking | Squadra           |                   |
| ------- | -------------- | ------- | ----------------- | ----------------- |
| 1       | Michigan       | 1       | Michigan          |                   |
| 2       | Washington     | 2       | Washington        |                   |
| 3       | Texas          | 3       | Georgia           |                   |
| 4       | Georgia        | 4       | Texas             |                   |
| 5       | Alabama        | 5       | Alabama           |                   |
| 6       | Oregon         | 6       | Florida State     |                   |
| 7       | Florida State  | 7       | Oregon            |                   |
| 8       | Missouri       | 8       | Missouri          |                   |
| 9       | Ole Miss       | 9       | Ole Miss          |                   |
| 10      | Ohio State     | 10      | Ohio State        |                   |
| 11      | Arizona        | 11      | Arizona           |                   |
| 12      | LSU            | 12      | LSU               |                   |
| 13      | Penn State     | 13      | Penn State        |                   |
| 14      | Notre Dame     | 14      | Notre Dame        |                   |
| 15      | Oklahoma       | 15      | Oklahoma          |                   |
| 16      | Oklahoma State | 16      | Oklahoma State    |                   |
| 17      | Tennessee      | 17      | Tennessee         |                   |
| 18      | Kansas State   | 18      | Louisville        |                   |
| 19      | Louisville     | 19      | Kansas State      |                   |
| 20      | Clemson        | 20      | Clemson           |                   |
| 21      | NC State       | 21      | NC State          |                   |
| 22      | SMU            | 22      | Iowa              |                   |
| 23      | Kansas         | 23      | Kansas            |                   |
| 24      | Iowa           | 24      | SMU               |                   |
| 25      | Liberty        | 25      | Liberty           |                   |

## Postseason
Sono state 41 le squadre di livello FBS eleggibili per partecipare ai bowl games di fine stagione, di cui 2 squadre che hanno avuto il diritto di partecipare al CFP National Championship game, ovvero la finale per il titolo di campione nazionale. Normalmente, per essere eleggibile ad un bowl game, una squadra deve aver ottenuto un record nella stagione regolare di almeno .500 (ovvero 6 vittorie per le squadre con un calendario di 11 o 12 partite; vittorie per quelle con un calendario di 13 partite). Se non vi sono abbastanza squadre per occupare tutti i posti disponibili per i bowl games, possono essere scelte anche squadre con un record inferiore a .500. Inoltre, nelle rare occasioni in cui una squadra campione della propria conference non abbia ottenuto un record superiore a .500, solitamente viene comunque inserita in un bowl game per via dei contratti che la NCAA stipula con gli organizzatori e gli sponsor dei rispettivi bowl game.

### Riassuntoconference
Il ranking indicato fa riferimento alla settimana precedente alle rispettive partite.
| Conference | Championship game | Championship game                                    | Championship game                           | Championship game  | MVP stagione                        | Offensive MVP                         | Defensive MVP                        | Special Team MVP                                                                  | Coach dell'anno                                         |
| Conference | Data              | Stadio                                               | Partita                                     | Campione           | MVP stagione                        | Offensive MVP                         | Defensive MVP                        | Special Team MVP                                                                  | Coach dell'anno                                         |
| ---------- | ----------------- | ---------------------------------------------------- | ------------------------------------------- | ------------------ | ----------------------------------- | ------------------------------------- | ------------------------------------ | --------------------------------------------------------------------------------- | ------------------------------------------------------- |
| ACC        | 2 dicembre 2023   | Bank of America Stadium (Charlotte - North Carolina) | Florida State (n. 4) vs. Louisville (n. 14) | Florida State 16–6 | Jordan Travis (QB - Florida State)  | Jordan Travis (QB - Florida State)    | Payton Wilson (LB - NC State)        | —                                                                                 | Mike Norvell (Florida State)                            |
| American   | 2 dicembre 2023   | Yulman Stadium (New Orleans - Louisiana)             | SMU vs. Tulane (n. 22)                      | SMU 26–14          | —                                   | Michael Pratt (QB - Tulane)           | Trey Moore (LB - UTSA)               | LaJohntay Wester (WR/RS - Florida Atlantic)                                       | Willie Fritz (Tulane)                                   |
| Big Ten    | 2 dicembre 2023   | Lucas Oil Stadium (Indianapolis - Indiana)           | Michigan (n. 2) vs. Iowa (n. 16)            | Michigan 26–0      | —                                   | Marvin Harrison Jr. (WR - Ohio State) | Jer'Zhan Newton (DL - Illinois)      | Dragan Kesich (PK - Minnesota); Tory Taylor (P - Iowa); Cooper DeJean (RS - Iowa) | David Braun (Northwestern)                              |
| Big 12     | 2 dicembre 2023   | AT&T Stadium (Arlington - Texas)                     | Texas (n. 7) vs. Oklahoma State (n. 18)     | Texas 49–21        | —                                   | Ollie Gordon II (RB - Oklahoma State) | T'Vondre Sweat (DL - Texas)          | Austin McNamara (P - Texas Tech)                                                  | Mike Gundy (Oklahoma State)                             |
| C-USA      | 1 dicembre 2023   | Williams Stadium (Lynchburg - Virginia)              | New Mexico State vs. Liberty (n. 24)        | Liberty 49–35      | Kaldon Salter (QB - Liberty)        | Diego Pavia (QB - New Mexico State)   | Tyren Dupree (LB - Liberty)          | Ethan Albertson (PK - New Mexico State)                                           | Jamey Chadwell (Liberty); Jerry Kill (New Mexico State) |
| MAC        | 2 dicembre 2023   | Ford Field (Detroit - Michigan)                      | Miami (OH) vs. Toledo                       | Miami (OH) 23–14   | —                                   | Peny Boone (RB - Toledo)              | Matt Salopek (LB - Miami [OH])       | Graham Nicholson (PK - Miami [OH])                                                | Jason Candle (Toledo)                                   |
| MW         | 2 dicembre 2023   | Allegiant Stadium (Paradise - Nevada)                | Boise State vs. UNLV                        | Boise State 44–20  | —                                   | Ashton Jeanty (RB - Boise State)      | Mohamed Kamara (DE - Colorado State) | Jose Pizano (PK - UNLV)                                                           | Barry Odom (UNLV)                                       |
| Pac-12     | 1 dicembre 2023   | Allegiant Stadium (Paradise - Nevada)                | Washington (n. 3) vs. Oregon (n. 5)         | Washington 34–31   | —                                   | Bo Nix (QB - Oregon)                  | Laiatu Latu (DE - UCLA)              | —                                                                                 | Kalen DeBoer (Washington)                               |
| SEC        | 2 dicembre 2023   | Mercedes-Benz Stadium (Atlanta - Georgia)            | Georgia (n. 1) vs. Alabama (n. 8)           | Alabama 27–24      | —                                   | Jayden Daniels (QB - LSU)             | Dallas Turner (LB - Alabama)         | Will Reichard (PK/K - Alabama)                                                    | Eliah Drinkwitz (Missouri)                              |
| Sun Belt   | 2 dicembre 2023   | Veterans Memorial Stadium (Troy - Alabama)           | Appalachian State vs. Troy                  | Troy 49–23         | Jordan McCloud (QB - James Madison) | Kimani Vidal (RB - Troy)              | Jalen Green (DE - James Madison)     | —                                                                                 | Curt Cignetti (James Madison)                           |

### Bowl gamesdei campioni diconference
Il ranking indicato fanno riferimento al CFP Ranking finale stilato nel dicembre 2023, con il record vittorie-sconfitte totalizzato fino a quel momento.
| Conference    | Campione      | V-S  | Ranking | Bowl game       |
| ------------- | ------------- | ---- | ------- | --------------- |
| American      | SMU           | 11–2 | 24      | Fenway Bowl     |
| ACC           | Florida State | 13–0 | 5       | Orange Bowl     |
| Big Ten       | MichiganCFP   | 13–0 | 1       | Rose Bowl       |
| Big 12        | TexasCFP      | 12–1 | 3       | Sugar Bowl      |
| C-USA         | Liberty       | 13–0 | 23      | Fiesta Bowl     |
| MAC           | Miami (OH)    | 11–2 | –       | Cure Bowl       |
| Mountain West | Boise State   | 8–5  | –       | LA Bowl         |
| Pac-12        | WashingtonCFP | 13–0 | 2       | Sugar Bowl      |
| SEC           | AlabamaCFP    | 12–1 | 4       | Rose Bowl       |
| Sun Belt      | Troy          | 11–2 | –       | Birmingham Bowl |

CFP – Squadre partecipanti al College Football Playoff

### Squadre eleggibili per ibowl games
- ACC (11): Boston College, Clemson, Duke, Florida State, Georgia Tech, Louisville, Miami (FL), North Carolina, NC State, Syracuse, Virginia Tech
- American (6): Memphis, Rice, SMU, South Florida, Tulane, UTSA
- Big 10 (9): Iowa, Maryland, Michigan, Minnesota,[29] Northwestern, Ohio State, Penn State, Rutgers, Wisconsin
- Big 12 (9): Iowa State, Kansas, Kansas State, Oklahoma, Oklahoma State, Texas, Texas Tech, UCF, West Virginia
- C-USA (4): Jacksonville State,[30] Liberty, New Mexico State, Western Kentucky
- MAC (6): Bowling Green, Eastern Michigan, Miami (OH), Northern Illinois, Ohio, Toledo
- MW (7): Air Force, Boise State, Fresno State, San Jose State, UNLV, Utah State, Wyoming
- Pac-12 (8): Arizona, California, Oregon, Oregon State, UCLA, USC, Utah, Washington
- SEC (9): Alabama, Auburn, Georgia, Kentucky, LSU, Missouri, Ole Miss, Tennessee, Texas A&M
- Sun Belt (12): Appalachian State, Arkansas State, Coastal Carolina, Georgia Southern, James Madison,[30] Georgia State, Louisiana, Marshall, Old Dominion, South Alabama, Texas State, Troy
- Independent (1): Notre Dame

Numero di posti disponibili per i bowl games: 82
Numero di squadre eleggibili per i bowl games: 79
Numero di squadre eleggibili a condizione: 2 (Jacksonville State e James Madison)
Numero di squadre eleggibili per APR: 1 (Minnesota)

### Squadre non eleggiblii per ibowl games
- ACC (3): Pittsburgh, Virginia, Wake Forest
- American (8): Charlotte, East Carolina, Florida Atlantic, Navy,[31] North Texas, Temple, Tulsa, UAB
- Big 10 (5): Illinois, Indiana, Michigan State, Nebraska, Purdue
- Big 12 (5): Baylor, BYU, Cincinnati, Houston, TCU
- C-USA (5): FIU, Louisiana Tech, Middle Tennessee, Sam Houston,[32] UTEP
- MAC (6): Akron, Ball State, Buffalo, Central Michigan, Kent State, Western Michigan
- MW (5): Colorado State, Hawaii, Nevada, New Mexico, San Diego State
- Pac-12 (4): Arizona State,[33] Colorado, Stanford, Washington State
- SEC (5): Arkansas, Florida, Mississippi State, South Carolina, Vanderbilt
- Sun Belt (2): Louisiana-Monroe, Southern Miss
- Independent (3): Army,[31] UConn, UMass

Numero di squadre non eleggibili per i bowl games: 51

### Performancedelleconferenceneibowl games
| Conference    | Partite | Record   | Record    | Record | Bowl Games                                                       | Bowl Games                                                                             |
| Conference    | Partite | Vittorie | Sconfitte | Perc.  | Vinti                                                            | Persi                                                                                  |
| ------------- | ------- | -------- | --------- | ------ | ---------------------------------------------------------------- | -------------------------------------------------------------------------------------- |
| ACC           | 11      | 5        | 6         | .455   | Gasparilla, Birmingham, Military, Fenway, Gator                  | Boca Raton, Duke's Mayo, Holiday, Pinstripe, Pop-Tarts, Orange                         |
| American      | 6       | 3        | 3         | .500   | Frisco, Boca Raton, Liberty                                      | First Responder, Military, Fenway                                                      |
| Big 12        | 9       | 5        | 4         | .556   | Independence, Guaranteed Rate, Duke's Mayo, Texas, Pop-Tarts     | Gasparilla, Alamo, Liberty, Sugar                                                      |
| Big Ten       | 10      | 6        | 4         | .600   | Las Vegas, Quick Lane, Pinstripe, Music City, Rose, Championship | Cotton, Peach, ReliaQuest, Citrus                                                      |
| C-USA         | 4       | 2        | 2         | .500   | New Orleans, Famous Toastery                                     | New Mexico, Fiesta                                                                     |
| MAC           | 6       | 2        | 4         | .333   | Myrtle Beach, Camellia                                           | Cure, 68 Ventures, Quick Lane, Arizona                                                 |
| Mountain West | 7       | 3        | 4         | .429   | New Mexico, Armed Forces, Arizona                                | LA, Famous Idaho Potato, Hawaii, Guaranteed Rate                                       |
| Pac-12        | 9       | 5        | 4         | .556   | LA, Holiday, Alamo, Fiesta, Sugar                                | Independence, Las Vegas, Sun, Championship                                             |
| SEC           | 9       | 5        | 4         | .556   | Cotton, Peach, Orange, ReliaQuest, Citrus                        | Texas, Gator, Music City, Rose                                                         |
| Sun Belt      | 12      | 5        | 7         | .417   | Cure, Famous Idaho Potato, 68 Ventures, Hawaii, First Responder  | Myrtle Beach, New Orleans, Famous Toastery, Frisco, Birmingham, Camellia, Armed Forces |
| Independent   | 1       | 1        | 0         | 1.000  | Sun                                                              | –                                                                                      |

### College Football Playoff
Per questa stagione, il Rose Bowl e lo Sugar Bowl hanno ospitato le semifinali, con le vincenti che si sono affrontate nella finale del campionato NCAA all'NRG Stadium di Houston, Texas.
|  | Semifinali | Semifinali | Semifinali |            |    | Finale   | Finale | Finale |  |
|  |            |            |            |            |    |          |        |        |  |
|  | 1          | Michigan   | 27 (dts)   |            |    |          |        |        |  |
|  | 1          | Michigan   | 27 (dts)   |            |    |          |        |        |  |
|  | 4          | Alabama    | 20         |            |    |          |        |        |  |
|  | 4          | Alabama    | 20         |            | 1  | Michigan | 34     |        |  |
|  |            |            |            |            | 1  | Michigan | 34     |        |  |
|  |            |            | 2          | Washington | 13 |          |        |        |  |
|  | 2          | Washington | 2          | Washington | 13 | 37       |        |        |  |
|  | 2          | Washington |            |            |    |          |        |        |  |
|  | 3          | Texas      | 31         |            |    |          |        |        |  |

### All-star games
Ognuna di queste gare ha visto come protagonisti giocatori senior, oppure giocatori all'ultimo anno di college, invitati singolarmente dagli organizzatori del singolo evento. Queste gare sono state programmate successivamente ai bowl games, in modo da permettere ai giocatori lì impegnati di partecipare agli All-star games. Vi hanno potuto partecipare anche giocatori appartenenti a college del circuito FCS.
Per la prima volta dopo 12 anni non si è disputato l'NFLPA Collegiate Bowl (la cui prima edizione risale al 2012). L'East–West Shrine Bowl si è disputato in Nevada, invece della sua sede tradizionale del Texas.
| Data             | Partita               | Luogo                                      | Squadre                       | Risultato                 |
| ---------------- | --------------------- | ------------------------------------------ | ----------------------------- | ------------------------- |
| 13 gennaio 2024  | Hula Bowl             | FBC Mortgage Stadium – Orlando (Florida)   | Team Kai – Team Aina          | Kai 24 – Aina 17          |
| 20 gennaio 2024  | Tropical Bowl         | Camping World Stadium – Orlando (Florida)  | American Team – National Team | American 17 – National 17 |
| 1 febbraio 2024  | East–West Shrine Bowl | Ford Center at The Star – Frisco (Texas)   | West Team – East Team         |                           |
| 3 febbraio 2024  | Senior Bowl           | Hancock Whitney Stadium – Mobile (Alabama) | National Team – American Team |                           |
| 24 febbraio 2024 | HBCU Legacy Bowl      | Yulman Stadium – New Orleans (Louisiana)   | Team Robinson – Team Gaither  |                           |

## Premi e onori

### Heisman Trophy
L'Heisman Trophy è assegnato ogni anno al miglior giocatore. Il 4 dicembre 2023 sono stati annunciati i quattro finalisti di questa edizione: Jayden Daniels, Marvin Harrison Jr., Bo Nix e Michael Penix Jr.
Classifica finale
| Giocatore           | College        | Ruolo | 1º  | 2º  | 3º  | Totale |
| ------------------- | -------------- | ----- | --- | --- | --- | ------ |
| Jayden Daniels      | LSU            | QB    | 503 | 217 | 86  | 2.029  |
| Michael Penix Jr.   | Washington     | QB    | 292 | 341 | 143 | 1.701  |
| Bo Nix              | Oregon         | QB    | 51  | 205 | 322 | 885    |
| Marvin Harrison Jr. | Ohio State     | WR    | 20  | 78  | 136 | 352    |
| Jordan Travis       | Florida State  | QB    | 8   | 19  | 23  | 85     |
| Jalen Milroe        | Alabama        | QB    | 4   | 8   | 45  | 73     |
| Ollie Gordon II     | Oklahoma State | RB    | 1   | 2   | 24  | 31     |
| Cody Schrader       | Missouri       | RB    | 1   | 2   | 22  | 29     |
| Blake Corum         | Michigan       | RB    | 3   | 2   | 15  | 28     |
| J.J. McCarthy       | Michigan       | QB    | 1   | 7   | 4   | 21     |

### Altri premi al miglior giocatore
| Premio                | Vincitore         | Ruolo | College    |
| --------------------- | ----------------- | ----- | ---------- |
| AP Player of the Year | Jayden Daniels    | QB    | LSU        |
| SN Player of the Year | Jayden Daniels    | QB    | LSU        |
| Walter Camp Award     | Jayden Daniels    | QB    | LSU        |
| Maxwell Award         | Michael Penix Jr. | QB    | Washington |
| Lombardi Award        | Laiatu Latu       | DE    | UCLA       |

### Altri premi speciali
| Premio                            | Vincitore     | Ruolo | College    |
| --------------------------------- | ------------- | ----- | ---------- |
| Burlsworth Trophy                 | Cody Schrader | RB    | Missouri   |
| Paul Hornung Award                | Travis Hunter | WR/CB | Colorado   |
| Jon Cornish Trophy                | Elic Ayomanor | WR    | Stanford   |
| Campbell Trophy                   | Bo Nix        | QB    | Oregon     |
| Academic All-American of the Year | Rome Odunze   | WR    | Washington |
| Wuerffel Trophy                   | Ladd McConkey | WR    | Georgia    |

### Premi per giocatori d'attacco

#### Quarterback
| Premio                         | Vincitore      | College |
| ------------------------------ | -------------- | ------- |
| Davey O'Brien Award            | Jayden Daniels | LSU     |
| Johnny Unitas Golden Arm Award | Jayden Daniels | LSU     |
| Manning Award                  | Jayden Daniels | LSU     |

#### Running back
| Premio            | Vincitore       | College        |
| ----------------- | --------------- | -------------- |
| Doak Walker Award | Ollie Gordon II | Oklahoma State |

#### Wide receiver
| Premio                 | Vincitore           | College    |
| ---------------------- | ------------------- | ---------- |
| Fred Biletnikoff Award | Marvin Harrison Jr. | Ohio State |

#### Tight end
| Premio            | Vincitore    | College |
| ----------------- | ------------ | ------- |
| John Mackey Award | Brock Bowers | Georgia |

#### Linemen
| Premio           | Vincitore              | Ruolo | College    |
| ---------------- | ---------------------- | ----- | ---------- |
| Rimington Trophy | Jackson Powers-Johnson | C     | Oregon     |
| Outland Trophy   | T'Vondre Sweat         | DT    | Texas      |
| Joe Moore Award  | –                      | OL    | Washington |

### Premi per giocatori di difesa
| Premio                 | Vincitore     | Ruolo | College    |
| ---------------------- | ------------- | ----- | ---------- |
| Bronko Nagurski Trophy | Xavier Watts  | S     | Notre Dame |
| Chuck Bednarik Award   | Payton Wilson | LB    | NC State   |
| Lott Trophy            | Junior Colson | LB    | Michigan   |

#### Linea di difesa
| Premio              | Vincitore     | College  |
| ------------------- | ------------- | -------- |
| Dick Butkus Award   | Payton Wilson | NC State |
| Ted Hendricks Award | Laiatu Latu   | UCLA     |

#### Defensive back
| Premio           | Vincitore   | Ruolo | College   |
| ---------------- | ----------- | ----- | --------- |
| Jim Thorpe Award | Trey Taylor | S     | Air Force |

### Special teams
| Premio                                 | Vincitore        | College    |
| -------------------------------------- | ---------------- | ---------- |
| Lou Groza Award                        | Graham Nicholson | Miami (OH) |
| Ray Guy Award                          | Tory Taylor      | Iowa       |
| Jet Award                              | Zachariah Branch | USC        |
| Patrick Mannelly Award                 | Joe Shimko       | NC State   |
| Peter Mortell Holder of the Year Award |                  |            |

### Allenatori
| Premio                           | Vincitore    | College       |
| -------------------------------- | ------------ | ------------- |
| Bobby Dodd Coach of the Year     | Mike Norvell | Florida State |
| Paul "Bear" Bryant Award         | Mike Norvell | Florida State |
| AFCA Coach of the Year           | Kalen DeBoer | Washington    |
| AP Coach of the Year             | Kalen DeBoer | Washington    |
| Eddie Robinson Coach of the Year | Kalen DeBoer | Washington    |
| Home Depot Coach of the Year     | Kalen DeBoer | Washington    |
| Sporting News Coach of the Year  | Kalen DeBoer | Washington    |
| Walter Camp Coach of the Year    | Kalen DeBoer | Washington    |
| George Munger Award              | Kalen DeBoer | Washington    |

### Assistenti allenatori
| Premio                           | Vincitore   | Ruolo                 | College |
| -------------------------------- | ----------- | --------------------- | ------- |
| AFCA Assistant Coach of the Year | Phil Parker | Defensive coordinator | Iowa    |
| Broyles Award                    | Phil Parker | Defensive coordinator | Iowa    |

### All-Americans
I seguenti giocatori sono stati nominati come consensus All-Americans (ovvero coloro che hanno ottenuto la selezione da parte di almeno metà delle organizzazioni considerate più importanti dalla NCAA: AP, AFCA, FWAA, Sporting News e WCFF) per la stagione 2023. Le nomine unanimi sono segnalate con un asterisco.
| Giocatore               | Ruolo | Anno accademico | College        |
| ----------------------- | ----- | --------------- | -------------- |
| Jayden Daniels          | QB    | Senior          | LSU            |
| Ollie Gordon II*        | RB    | Sophomore       | Oklahoma State |
| Cody Schrader           | RB    | Senior          | Missouri       |
| Marvin Harrison Jr.*    | WR    | Junior          | Ohio State     |
| Malik Nabers*           | WR    | Junior          | LSU            |
| Rome Odunze             | WR    | Junior          | Washington     |
| Brock Bowers*           | TE    | Junior          | Georgia        |
| Joe Alt*                | OL    | Junior          | Notre Dame     |
| Jackson Powers-Johnson* | OL    | Junior          | Oregon         |
| Olu Fashanu             | OL    | Junior          | Penn State     |
| Cooper Beebe*           | OL    | Senior          | Kansas State   |
| Zak Zinter*             | OL    | Senior          | Michigan       |
| Jonah Elliss            | DL    | Junior          | Utah           |
| Jer'Zhan Newton         | DL    | Junior          | Illinois       |
| Laiatu Latu*            | DL    | Senior          | UCLA           |
| T'Vondre Sweat*         | DL    | Senior          | Texas          |
| Edgerrin Cooper         | LB    | Junior          | Texas A&M      |
| Dallas Turner           | LB    | Junior          | Alabama        |
| Payton Wilson*          | LB    | Senior          | NC State       |
| Beanie Bishop           | DB    | Senior          | West Virginia  |
| Cooper DeJean*          | DB    | Junior          | Iowa           |
| Kool-Aid McKinstry      | DB    | Junior          | Alabama        |
| Malaki Starks           | DB    | Sophomore       | Georgia        |
| Xavier Watts*           | DB    | Junior          | Notre Dame     |
| Graham Nicholson        | K     | Junior          | Miami (OH)     |
| Tory Taylor*            | P     | Senior          | Iowa           |
| Travis Hunter           | RS    | Sophomore       | Colorado       |

## Cambi di allenatore
La lista seguente elenca i cambi di allenatore avvenuti a partire dal 1º maggio 2023 fino alla disputa dei bowl games. Per i cambi di allenatore avvenuti precedentemente a tale data, vedi la lista della stagione precedente.

### Durante la stagione
| College           | Allenatore uscente | Data              | Motivo                                                      | Nuovo allenatore                                                       |
| ----------------- | ------------------ | ----------------- | ----------------------------------------------------------- | ---------------------------------------------------------------------- |
| Northwestern      | Pat Fitzgerald     | 10 luglio 2023    | Licenziato dopo accuse di nonnismo                          | David Braun (ad interim fino al 15 novembre 2023, poi confermato)      |
| Michigan State    | Mel Tucker         | 27 settembre 2023 | Licenziato dopo accuse di condotte sessuali non appropriate | Harlon Barnett (ad interim)                                            |
| Texas A&M         | Jimbo Fisher       | 12 novembre 2023  | Licenziato                                                  | Elijah Robinson (ad interim)                                           |
| Boise State       | Andy Avalos        | 12 novembre 2023  | Licenziato                                                  | Spencer Danielson (ad interim fino al 3 dicembre 2023, poi confermato) |
| Mississippi State | Zach Arnett        | 13 novembre 2023  | Licenziato                                                  | Greg Knox (ad interim)                                                 |
| Syracuse          | Dino Babers        | 19 novembre 2023  | Licenziato                                                  | Nunzio Campanile (ad interim)                                          |
| Oregon State      | Jonathan Smith     | 25 novembre 2023  | Assunto da Michigan State                                   | Kefense Hynson (ad interim per il resto della stagione)                |
| Duke              | Mike Elko          | 27 novembre 2023  | Assunto da Texas A&M                                        | Trooper Taylor (ad interim per il resto della stagione)                |
| James Madison     | Curt Cignetti      | 30 novembre 2023  | Assunto da Indiana                                          | Damian Wroblewski (ad interim per il resto della stagione)             |
| Tulane            | Willie Fritz       | 3 dicembre 2023   | Assunto da Houston                                          | Slade Nagle (ad interim per il resto della stagione)                   |
| Troy              | Jon Sumrall        | 8 dicembre 2023   | Assunto da Tulane                                           | Greg Gasparato (ad interim per il resto della stagione)                |

### Fine stagione
| College           | Allenatore uscente             | Data             | Motivo                                                   | Nuovo allenatore  | Precedente incarico                                      |
| ----------------- | ------------------------------ | ---------------- | -------------------------------------------------------- | ----------------- | -------------------------------------------------------- |
| San Diego State   | Brady Hoke                     | 13 novembre 2023 | Ritiro (effettivo dopo la conclusione della stagione)    | Sean Lewis        | Offensive coordinator/QB coach di Colorado               |
| Michigan State    | Harlon Barnett (ad interim)    | 25 novembre 2023 | Nomina definitiva                                        | Jonathan Smith    | Head coach di Oregon State                               |
| New Mexico        | Danny Gonzales                 | 25 novembre 2023 | Licenziato                                               | Bronco Mendenhall | Head coach di Virginia                                   |
| Indiana           | Tom Allen                      | 26 novembre 2023 | Licenziato                                               | Curt Cignetti     | Head coach di James Madison                              |
| Houston           | Dana Holgorsen                 | 26 novembre 2023 | Licenziato                                               | Willie Fritz      | Head coach di Tulane                                     |
| UTEP              | Dana Dimel                     | 26 novembre 2023 | Licenziato                                               | Scotty Walden     | Head coach di Austin Peay                                |
| Louisiana–Monroe  | Terry Bowden                   | 26 novembre 2023 | Licenziato                                               | Bryant Vincent    | Offensive coordinator di New Mexico                      |
| Mississippi State | Greg Knox (ad interim)         | 26 novembre 2023 | Nomina definitiva                                        | Jeff Lebby        | Offensive coordinator/QB coach di Oklahoma               |
| Texas A&M         | Elijah Robinson (ad interim)   | 27 novembre 2023 | Nomina definitiva                                        | Mike Elko         | Head coach di Duke                                       |
| Middle Tennessee  | Rick Stockstill                | 27 novembre 2023 | Licenziato                                               | Derek Mason       | Defensive coordinator di Oklahoma State                  |
| Syracuse          | Nunzio Campanile (ad interim)  | 28 novembre 2023 | Nomina definitiva                                        | Fran Brown        | DB coach di Georgia                                      |
| Oregon State      | Kefense Hynson (ad interim)    | 28 novembre 2023 | Nomina definitiva                                        | Trent Bray        | Defensive coordinator/LB coach di Oregon State           |
| Nevada            | Ken Wilson                     | 1º dicembre 2023 | Licenziato                                               | Jeff Choate       | Defensive coordinator/ILB coach di Texas                 |
| Wyoming           | Craig Bohl                     | 6 dicembre 2023  | Ritiro (effettivo dopo la conclusione della stagione)    | Jay Sawvel        | Defensive coordinator/S coach di Wyoming                 |
| James Madison     | Damian Wroblewski (ad interim) | 7 dicembre 2023  | Nomina definitiva                                        | Bob Chesney       | Head coach di Holy Cross                                 |
| Duke              | Trooper Taylor (ad interim)    | 7 dicembre 2023  | Nomina definitiva                                        | Manny Diaz        | Defensive coordinator di Penn State                      |
| Tulane            | Slade Nagle (ad interim)       | 8 dicembre 2023  | Nomina definitiva                                        | Jon Sumrall       | Head coach di Troy                                       |
| Troy              | Greg Gasparato (ad interim)    | 18 dicembre 2023 | Nomina definitiva                                        | Gerad Parker      | Offensive coordinator/TE coach di Notre Dame             |
| New Mexico State  | Jerry Kill                     | 23 dicembre 2023 | Dimissioni                                               | Tony Sanchez      | WR coach di New Mexico State                             |
| Alabama           | Nick Saban                     | 10 gennaio 2024  | Ritiro                                                   | Kalen DeBoer      | Head coach di Washington                                 |
| Washington        | Kalen DeBoer                   | 12 gennaio 2024  | Assunto da Alabama                                       | Jedd Fisch        | Head coach di Arizona                                    |
| Arizona           | Jedd Fisch                     | 14 gennaio 2024  | Assunto da Washington                                    | Brent Brennan     | Head coach di San Jose State                             |
| South Alabama     | Kane Wommack                   | 15 gennaio 2024  | Assunto come co-defensive coordinator di Alabama         | Major Applewhite  | Offensive coordinator/QB coach di South Alabama          |
| San Jose State    | Brent Brennan                  | 16 gennaio 2024  | Assunto da Arizona                                       | Ken Niumatalolo   | TE coach di UCLA                                         |
| Buffalo           | Maurice Linguist               | 16 gennaio 2024  | Assunto come co-defensive coordinator di Alabama         | Pete Lembo        | Co-head coach/Special team coordinator di South Carolina |
| Michigan          | Jim Harbaugh                   | 24 gennaio 2024  | Assunto dai Los Angeles Chargers                         | Sherrone Moore    | Offensive coordinator/OL coach di Michigan               |
| Boston College    | Jeff Hafley                    | 31 gennaio 2024  | Assunto come defensive coordinator dei Green Bay Packers |                   |                                                          |